# Johann Hatje
Johann Friedrich Hatje (geboren 23. Dezember 1889 in Eidelstedt; gestorben 17. Januar 1977 in Stuttgart) war ein deutscher Eisenbahner, Gewerkschafter und Sozialdemokrat. Von 1952 bis 1957 war er Vorstandsmitglied der Deutschen Bundesbahn.

## Leben
Als Sohn eines Landarbeiters im heutigen Hamburger Stadtteil Eidelstedt geboren, besuchte Hatje die Volksschule und begann im Alter von 15 Jahren eine Lehre als Buchbinder. 1908 legte er die Gesellenprüfung ab und ging anschließend auf Wanderschaft. In dieser Zeit wurde er bereits gewerkschaftlich im Buchbinderverband aktiv. 
Im Frühjahr 1914 heiratete er seine Frau Lina, geborene Russ, die aus einer Breslauer jüdischen Familie stammte und die er in der Gewerkschaft kennengelernt hatte. Das Ehepaar hatte zwei Kinder, den 1915 geborenen Sohn Gerd (nach 1945 Gründer des heutigen Hatje Cantz Verlag) und die 1920 geborene Tochter Elsa.
Zwei Monate nach Beginn des Ersten Weltkriegs wechselte Hatje im Oktober 1914 zu den Preußischen Staatsbahnen in die Direktion Altona, wo er zunächst als Gleisbauarbeiter beschäftigt wurde. Nach einer Ausbildung für den Fahrdienst wurde er bald Hilfsschaffner. Vom Februar 1915 bis zum Kriegsende im November 1918 diente Hatje als Feldeisenbahner an der Ostfront.
Nach der Rückkehr nach Altona wurde Hatje Mitglied der SPD und begann, sich als Eisenbahngewerkschafter zu engagieren. 1919 wurde er Mitglied des Betriebsrates des Bahnhofes Altona. Von 1920 bis 1928 war Hatje Vorsitzender des Hauptbetriebsrats bei der Hauptverwaltung der Deutschen Reichsbahn. Aus gesundheitlichen Gründen musste er seine Funktion niederlegen. Bereits 1925 war Hatje mit seiner Familie nach Berlin gezogen.
Von Ende 1928 bis 1930 arbeitete Hatje als Verwaltungsbeamter (Inspektor) bei der Reichsbahnarbeiter-Pensionskasse in Bad Homburg vor der Höhe. Im Jahr 1930 nahm er wieder eine hauptamtliche gewerkschaftliche Tätigkeit auf und wurde Bezirksleiter des Einheitsverbands der Eisenbahner Deutschlands (EdED) für Württemberg, womit ein erneuter Umzug nach Stuttgart verbunden war. Hatje wie auch seine ganze Familie waren intensiv in die sozialdemokratische Arbeiterbewegung eingebunden.
Mit der „Machtergreifung“ durch die Nationalsozialisten am 30. Januar 1933 wurde auch Hatje als bekannter Gewerkschafter und Sozialdemokrat bald verfolgt. Zunächst fanden bei ihm noch Treffen mit anderen SPD-Mitgliedern statt, bei denen mögliche Arbeit im Untergrund besprochen wurde. Während der Zerschlagung der freien Gewerkschaften am 2. Mai 1933 wurde Hatje, der im Stuttgarter Büro der EdED die Herausgabe der Kasse an die SA verweigert hatte, ebenfalls inhaftiert. Nach 22 Tagen wurde er aus dem Stuttgarter Polizeigefängnis entlassen. 
Hatje, der aufgrund seiner politischen Tätigkeit keine Chance auf Rückkehr in den Eisenbahndienst hatte, arbeitete in den Folgejahren als Handelsvertreter und Hilfsarbeiter. 1938 erhielt er schließlich eine Stelle als Versandleiter einer Druckerei. Die Familie litt in den Jahren nach 1933 zunehmend unter rassistischer Diskriminierung, lebte Hatje doch in einer „privilegierten Mischehe“. Seitdem ab 1941 die noch verbliebenen Juden systematisch in den Osten deportiert wurden, bot die Ehe Hatjes Ehefrau aber keinen ausreichenden Schutz mehr. Aufgrund einer Denunziation bei der Gestapo wurde Lina Hatje im Dezember 1942 wegen angeblicher defätistischer Äußerungen verhaftet. Ihre Familie konnte sie noch in der Stuttgarter Gestapo-Haft besuchen, aber am 16. Februar 1943 wurde sie in das KZ Auschwitz-Birkenau deportiert und dort in der Gaskammer ermordet. Hatje, der noch versuchte, ihre Freilassung zu bewirken, erhielt Ende März 1943 ein lapidares Schreiben der Gestapo, wonach seine Frau am 21. März 1943 an einer Blutvergiftung gestorben sei. Seit 2007 erinnert ein Stolperstein an ihrem letzten Stuttgarter Wohnort an Lina Hatje.
Nach dem Ende des Krieges begann Hatje bald wieder mit gewerkschaftlicher Arbeit. In der von ihm mitgegründeten Gewerkschaft der Eisenbahner Deutschlands (GdED) wurde er Zweiter Vorsitzender. 1952 berief ihn Bundesverkehrsminister Hans-Christoph Seebohm zum Mitglied des vierköpfigen Vorstands der Deutschen Bundesbahn, zuständig für Soziales und Personalfragen und mit der Amtsbezeichnung „Präsident der Deutschen Bundesbahn“. 1956 erhielt er als Wiedergutmachung eine monatliche Rente, dagegen wurde eine Entschädigung für die Haftzeit aufgrund der geringen Dauer abgelehnt. 1957 ging Hatje in Ruhestand. Er starb am 17. Januar 1977 in Stuttgart-Bad Cannstatt.